# Le Déserteur (chanson anonyme)
Pour les articles homonymes, voir Le Déserteur.
Le Déserteur est une chanson antimilitariste du folklore du Poitou.

## Interprètes
- Victor Barrucand, vers 1893
- Marc Ogeret, Album CD Chansons « contre », Disque 33 tours, Vogue, CLVLX29 (1988 pour le CD, Disques Vogue). Prix de l'Académie Charles-Cros.